# Ferula vesceritensis
Ferula vesceritensis là một loài thực vật có hoa trong họ Hoa tán. Loài này được Coss. & Durieu ex Trab. mô tả khoa học đầu tiên năm 1905.